# Palmen aus Plastik 2
Palmen aus Plastik 2 ist das zweite Kollaboalbum des deutschen Rappers Bonez MC und des österreichischen Rappers RAF Camora. Es erschien am 5. Oktober 2018 über das zur Universal Music Group gehörende Label Vertigo Berlin als Standard-Edition und als Boxset, inklusive u. a. Bonus-EP und Instrumentals. Das Album ist Nachfolger des 2016 veröffentlichten Albums Palmen aus Plastik, knapp vier Jahre später folgte 2022 mit Palmen aus Plastik 3 der finale Teil der Trilogie.

## Hintergrund

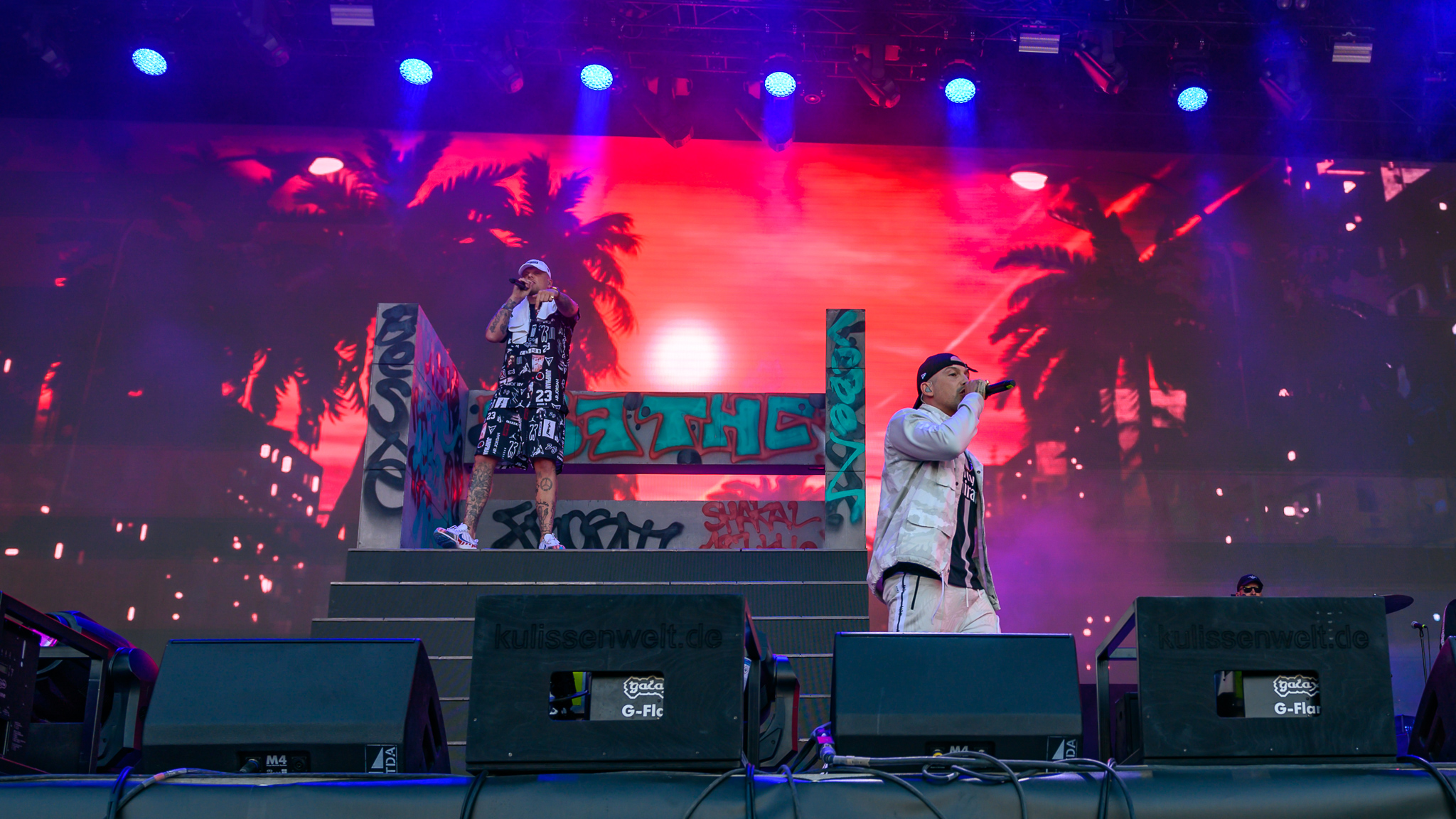
RAF Camora und Bonez MC bei Rock im Park 2019

Im September 2016 veröffentlichten Bonez MC und RAF Camora ihr erstes gemeinsames Album Palmen aus Plastik, das Platz eins der deutschen Charts erreichte und ein großer Erfolg wurde. Daraufhin kündigte Bonez MC bereits im Januar 2017 den Nachfolger Palmen aus Plastik 2 an. Im April 2018 bestätigte Bonez MC die Veröffentlichung des Albums für den Spätsommer 2018. Neben den drei Singles erschienen auch zwei Snippets vor dem Erscheinen des Albums.
Der Albumtitel nimmt Bezug auf die sich im Hamburger Antonipark befindlichen Palmen aus Metall.

## Produktion
Das Album wurde bis auf zwei Lieder komplett von den Musikproduzenten The Cratez (13 Songs) produziert. Zudem waren RAF Camora selbst (7), Jugglerz (2), Beataura (3) sowie Syrix, X-plosive, Jr. Blender, Gee Futuristic und KitschKrieg (je 1) beteiligt. An der Produktion der Bonus-EP waren The Cratez (3), X-plosive (2) und  Syrix, RAF Camora, Lucry, Hamudi und AriBeatz (je 1) beteiligt.
Palmen aus Plastik 2 und die Vulcano EP wurden – bis auf den Track 100, für dessen Abmischung KitschKrieg verantwortlich war – von Jopez gemixt. Für das Mastering des gesamten Albums und der Bonus-EP war Lex Barkey verantwortlich.
Die Komposition des Refrains zu Kokain enthält ein Sample des Liedes Be My Lover des Eurodance-Duos La Bouche. In 500 PS wird das Lied Freestyler der finnischen Elektro-Hip-Hop-Gruppe Bomfunk MC’s gesampelt, während Risiko Elemente von Stings Shape of My Heart enthält.

## Covergestaltung
Das Albumcover zeigt Bonez MC und RAF Camora, die sich vor der gleichen Treppe am Strand von Barcelona (⊙) befinden, wie auf dem Cover zum Vorgänger Palmen aus Plastik. Bonez MC sitzt auf seinem Yamaha TMAX Roller und RAF Camora hockt im Vordergrund. Links und rechts im Bild sind Palmen zu sehen. An den Wänden der Treppe stehen die Graffiti-Schriftzüge Beste Leben in Rot und Frost.187 in Weiß. Das Foto wurde von Pascal Kerouche erstellt.

## Gastbeiträge
Auf vier bzw. acht Liedern des Albums sind neben den Protagonisten weitere Künstler vertreten. So hat der Rapper Gzuz einen Gastauftritt im Nummer-eins-Hit Kokain, während KitschKrieg und der Dancehall-Musiker Trettmann auf dem Song 100 zu hören sind. Krimineller ist eine Zusammenarbeit mit dem Rapper Kontra K und auf Kompanie tritt der Rapper Hanybal in Erscheinung. Außerdem befinden sich auf der Bonus-EP vier weitere Kollaborationen. So sind auf Letzte Nacht die 187-Strassenbande-Mitglieder LX, Maxwell und Sa4 vertreten. Maxwell unterstützt RAF Camora und Bonez MC zudem auf dem Track Nicht für die anderen, während Sa4 einen weiteren Gastbeitrag auf Halleluja hat. Des Weiteren ist der jamaikanische Dancehall-Künstler Javada am Song Ova n’ Ova (Sex) beteiligt.

## Titelliste
| #  | Titel              | Gastmusiker            | Produzent(en)                          | Länge |
| -- | ------------------ | ---------------------- | -------------------------------------- | ----- |
| 1  | Intro              |                        | The Cratez, RAF Camora                 | 0:33  |
| 2  | Prominent          |                        | The Cratez, RAF Camora                 | 2:39  |
| 3  | 500 PS             |                        | The Cratez, RAF Camora                 | 3:02  |
| 4  | Kokain             | Gzuz                   | The Cratez, RAF Camora                 | 3:29  |
| 5  | Nummer unterdrückt |                        | The Cratez, Jugglerz, RAF Camora       | 3:29  |
| 6  | Von ihnen gelernt  |                        | Beataura, The Cratez                   | 3:52  |
| 7  | Ja Mann!           |                        | The Cratez                             | 3:08  |
| 8  | Kompanie           | Hanybal                | The Cratez                             | 2:39  |
| 9  | Nein               |                        | Syrix                                  | 3:15  |
| 10 | Risiko             |                        | X-plosive, The Cratez, RAF Camora      | 3:43  |
| 11 | Krimineller        | Kontra K               | Beataura, The Cratez                   | 3:08  |
| 12 | Prophezeit         |                        | Beataura, The Cratez                   | 2:42  |
| 13 | MDMA               |                        | Jr. Blender, The Cratez, Jugglerz      | 3:06  |
| 14 | Alien              |                        | Gee Futuristic, The Cratez, RAF Camora | 3:34  |
| 15 | 100                | Trettmann, KitschKrieg | KitschKrieg                            | 3:39  |

Vulcano-EP des Boxsets:
| # | Titel                        | Gastmusiker      | Produzent(en)                     | Länge |
| - | ---------------------------- | ---------------- | --------------------------------- | ----- |
| 1 | Letzte Nacht                 | LX, Maxwell, Sa4 | The Cratez                        | 3:22  |
| 2 | Ova n’ Ova (Sex)             | Javada           | Syrix, The Cratez                 | 3:10  |
| 3 | Halleluja                    | Sa4              | X-plosive, The Cratez, RAF Camora | 3:39  |
| 4 | Es hat sich gelohnt          |                  | Lucry, Hamudi                     | 2:44  |
| 5 | Nicht für die anderen        | Maxwell          | AriBeatz                          | 3:32  |
| 6 | Lange nicht zu Hause gewesen |                  | X-plosive                         | 3:13  |

+ Instrumentals zu allen Liedern

## Kritiken
| Professionelle Bewertungen | Professionelle Bewertungen |
| -------------------------- | -------------------------- |
| Kritiken                   |                            |
| Quelle                     | Bewertung                  |
| laut.de                    | [ 15 ]                     |
| Juice                      | [ 16 ]                     |

Auf laut.de erhielt das Album vier von möglichen fünf Punkten. Der Rezensent Robin Schmidt meint, es weise „ein fast noch dancehalllastigeres Soundbild als beim Vorgänger“ auf. So könnten die Produktionen „sich allesamt hören lassen und brennen live oder im Club sicherlich wieder ein Feuerwerk ab.“ Beide Rapper würden „erneut eine gute Symbiose“ bilden; sie lieferten eine „Fülle unterhaltsamer Hits“ und „drücken deutschsprachigem Dancehall erneut ihren Stempel auf.“ Allerdings fehlten dem Album „Überraschungsmomente“ und tiefgründige Texte. In der Liste der besten Hip-Hop-Alben des Jahres 2018 von laut.de belegte Palmen aus Plastik 2 Platz 21.
Mathis Raabe vom Juice-Magazin bewertete Palmen aus Plastik 2 mit 4,5 von möglichen sechs Kronen. Er schreibt, dass „inhaltlich alles beim Alten auf dem Sequel zum Meilenstein“ Palmen aus Plastik sei, allerdings würde die Produktion „weichgespülter“ klingen. So erinnere der nur auf der Bonus-EP enthaltene Song Ova n’ Ova mit Javada „am ehesten an die Roughness vieler Dancehall-Riddims.“ Alles sei „nicht mehr neu, aber irgendwie immer noch sehr unterhaltsam – und besser als das Gros des deutschsprachigen Afrotrap.“
Laut Michael Collins von MZEE überzeuge das Album „gegenüber seinem Vorgänger lediglich durch Stilsicherheit“. Der zweite Teil werde „durch die fehlende Frische wohl kaum auf ähnliche Weise wie der erste als Meilenstein in Erinnerung bleiben.“
Bei den Hiphop.de Awards 2018 erreichten beide Interpreten mit Palmen aus Plastik 2 in der Kategorie „Bestes Album national“ den dritten Platz, in der Kategorie „Bestes Video national“ mit dem Musikvideo zur Single 500 PS Rang zwei und wurden als „Beste Gruppe national“ ausgezeichnet.

## Kommerzieller Erfolg

### Chartplatzierungen und Singles
Palmen aus Plastik 2 stieg mit dem erfolgreichsten Start des Jahres am 12. Oktober 2018 auf Platz eins in die deutschen Albumcharts ein. Insgesamt konnte es sich 118 Wochen in den Top 100 halten, davon sechs Wochen in den Top 10, womit es zu den am längsten platzierten Alben zählt. Auch in der Schweizer Hitparade erreichte das Album am 14. Oktober 2018 die Chartspitze und konnte sich insgesamt 104 Wochen in den Top 100 platzieren. Am 19. Oktober 2018 stieg das Album ebenfalls in den Ö3 Austria Top 40 auf der Spitzenposition ein, dort konnte es sich 232 Wochen in der Hitparade halten. Zudem war Palmen aus Plastik 2 vom 13. Oktober 2018 an eine Woche auf Rang 150 von 200 in den Wallonischen Albumcharts in Belgien vertreten.
Die nur im Boxset zum Album enthaltene Vulcano EP erreichte durch Streaming Rang 41 der deutschen Albumcharts und konnte sich auch in Österreich und in der Schweiz in den Charts platzieren.
Der Tonträger erreichte darüber hinaus die Spitzenposition der deutschen Hip-Hop-Charts, wo es sich neun Wochen halten konnte und somit einen neuen Rekord aufstellte. Zuvor hielt Cro mit MTV Unplugged den Rekord inne (5 Wochen). Insgesamt war es über 100 Wochen in den Hip-Hop-Charts vertreten. Des Weiteren konnte sich das Album ebenfalls an der Chartspitze der deutschen deutschsprachigen Albumcharts platzieren.
In den deutschen Jahrescharts 2018 belegte Palmen aus Plastik 2 Platz zwei, in Österreich und in der Schweiz Platz fünf bzw. 21. Auch in den Jahrescharts 2019 konnte sich das Album auf Rang 34 in Deutschland, zehn in Österreich bzw. 46 in der Schweiz platzieren. In Österreich war der Tonträger 2020 noch auf Rang 23 und 2021 auf Rang 29 in der Jahreshitparade vertreten.
| ChartsChartplatzierungen | Höchstplatzierung | Wochen |
| ------------------------ | ----------------- | ------ |
| Deutschland (GfK)        | 1 (118 Wo.)       | 118    |
| Österreich (Ö3)          | 1 (232 Wo.)       | 232    |
| Schweiz (IFPI)           | 1 (104 Wo.)       | 104    |

| ChartsJahrescharts (2018) | Platzierung |
| ------------------------- | ----------- |
| Deutschland (GfK)         | 2           |
| Österreich (Ö3)           | 5           |
| Schweiz (IFPI)            | 21          |

| ChartsJahrescharts (2019) | Platzierung |
| ------------------------- | ----------- |
| Deutschland (GfK)         | 34          |
| Österreich (Ö3)           | 10          |
| Schweiz (IFPI)            | 46          |

| ChartsJahrescharts (2020) | Platzierung |
| ------------------------- | ----------- |
| Österreich (Ö3)           | 23          |

| ChartsJahrescharts (2021) | Platzierung |
| ------------------------- | ----------- |
| Österreich (Ö3)           | 29          |

| ChartsJahrescharts (2022) | Platzierung |
| ------------------------- | ----------- |
| Österreich (Ö3)           | 31          |

| ChartsJahrescharts (2023) | Platzierung |
| ------------------------- | ----------- |
| Österreich (Ö3)           | 67          |

Die erste Single 500 PS wurde am 3. August 2018 veröffentlicht, stieg zunächst auf Platz drei in die deutschen Singlecharts ein und erreichte später die Spitzenposition, in Österreich bzw. der Schweiz erreichte der Song Rang zwei bzw. vier. In den Jahrescharts 2018 kam die Single in Deutschland auf Position 16 und 2019 auf Position 17, in Österreich 2018 auf Platz fünf und 2019 auf Platz elf, sowie in der Schweiz 2018 auf Position 54. Am 24. August folgte die zweite Auskopplung Risiko, die sich auf Rang zwei in der deutschen, österreichischen und Schweizer Hitparade platzieren konnte. In den Jahrescharts 2018 in Deutschland war der Song auf Platz 81 vertreten. Mit der dritten Single Kokain, die am 14. September erschien, erreichten die beiden Rapper erstmals die Spitze der deutschen Singlecharts. Die Single konnte sich auch in Österreich an der Chartspitze und in der Schweiz auf Platz drei platzieren. In den deutschen Jahrescharts 2018 belegte die Single Rang 52.
Zu allen Auskopplungen wurden auch Musikvideos veröffentlicht.
In der Woche der Albumveröffentlichung stellten die Rapper und das Produzenten-Duo The Cratez mehrere Rekorde in den deutschen Charts auf. So gelang es ihnen, mit den Songs 500 PS, Kokain und Nummer unterdrückt gleichzeitig die Top 3 der Singlecharts zu belegen. Zudem platzierten sich acht Lieder gleichzeitig in den Top 10 sowie 13 Stücke in den Top 20. Neben den 15 Titeln der Standard-Edition erreichte auch der Track Letzte Nacht aus der Vulcano EP die Top 100. Zugleich stellten die Rapper mit insgesamt 57 Millionen Streams der Songs des Albums in der ersten Woche eine weitere Bestmarke auf, über 50 Millionen der Streams stammen aus Deutschland.
Die Single 500 PS erhielt für mehr als eine Million verkaufte Exemplare in Deutschland 2022 eine Diamantene Schallplatte; im Juni 2023 erreichte das Lied Kokain dreifachen Goldstatus für mehr als 600.000 verkaufte Einheiten. Im November 2018 wurden die Singles 500 PS mit Platin (30.000 Verkäufe) sowie Risiko und Kokain mit Gold (je 15.000 Verkäufe) in Österreich ausgezeichnet.

### Auszeichnungen für Musikverkäufe
In Deutschland erhielt das Album für mehr als 100.000 verkaufte Einheiten und in Österreich für mehr als 7.500 verkaufte Einheiten jeweils eine Goldene Schallplatte.
| Land/Region        | Auszeichnungen für Musikverkäufe (Land/Region, Auszeichnung, Verkäufe) | Verkäufe |
| ------------------ | ---------------------------------------------------------------------- | -------- |
| Deutschland (BVMI) | Gold                                                                   | 100.000  |
| Österreich (IFPI)  | Gold                                                                   | 7.500    |
| Insgesamt          | 2× Gold ·                                                              | 107.500  |